# Dana Ashbrook
Dana Vernon Ashbrook (ur. 24 maja 1967 w San Diego) – amerykański aktor i scenarzysta. Wystąpił w roli Roberta „Bobby’ego” Briggsa w kultowym serialu Miasteczko Twin Peaks (1990–1991, 2017) i prequelu Twin Peaks: Ogniu krocz ze mną (1992).

## Życiorys

### Wczesne lata
Urodził się w San Diego. Jego matka, D’Ann (z domu Paton), była nauczycielką, która grała w lokalnym teatrze, a jego ojciec, Vernon L. „Buddy” Ashbrook, był dyrektorem wydziału teatralnego w Palomar College. Wychowywał się ze starszymi siostrami – Taylor Ashbrook i Daphne Lee Ashbrook (ur. 1963). Dorastał z rodziną w kalifornijskich miastach Spring Valley, El Cajon i La Mesa. Grał w koszykówkę i tenis, a także opanował grę na harmonijce ustnej. W 1985 z powodzeniem ukończył publiczną, ogólnokształcącą szkołę średnią Monte Vista High School w Spring Valley, a następnie studiował aktorstwo u Harry’ego Mastrogeorge’a.

### Kariera
W wieku 11 lat pojawił się na ekranie jako chłopiec na łódce w komedii Atak pomidorów zabójców (Attack of the Killer Tomatoes!, 1978). Swoją pierwszą rolę filmową zdobył dzięki swojej starszej siostrze Daphne Ashbrook, która namówiła swojego agenta, aby przyjechał do San Diego i zobaczył jej brata w licealnym przedstawieniu. Agent podpisał z nim kontrakt i mając 18 lat zadebiutował w telewizji jako Kevin Slade w odcinku serialu CBS Cagney i Lacey (Cagney & Lacey, 1986). W odcinku serialu ABC Afterschool Special (1987) – pt. Just a Regular Kid: An AIDS Story zagrał Briana, przewodniczącego liceum o okrutnym usposobieniu. Wkrótce potem wystąpił gościnnie jako Mark Stevens w serialu Fox Network 21 Jump Street (1988) z Johnnym Deppem, w odcinku poświęconym problemowi aborcji – pt. Whose Choice Is It Anyway?.
Był obsadzony w komediach grozy – Powrót żywych trupów II (Return of the Living Dead Part II, 1988) i Gabinet figur woskowych (Waxwork, 1988), komedii Stana Dragotiego Szalona małolata (She’s Out of Control, 1989) z udziałem Tony’ego Danzy i komedii fantastycznej Sidneya Poitiera Tata duch (Ghost Dad, 1990) u boku Billa Cosby’ego. Przełomem w karierze stała się rola Roberta „Bobby’ego” Briggsa w kultowym serialu Miasteczko Twin Peaks (1990–1991, 2017). W dramacie telewizyjnym Fox Bonnie i Clyde: Historia prawdziwa (Bonnie & Clyde: The True Story, 1992) wystąpił w roli Clyde’a Barrowa.
W 1993 zebrał pochlebne recenzje za rolę Davida z agencji kreatywnych artystów w sztuce Pay or Play u boku Jonathana Silvermana w Hudson Theatre w Hollywood. W 2000 wystąpił na scenie w Los Angeles jako Charles Van Doren w spektaklu Noc i jej gwiazdy (Night and Her Stars).

## Filmografia

### Filmy
- 1978: Atak pomidorów zabójców (Attack of the Killer Tomatoes!) jako chłopiec na łódce
- 1988: Powrót żywych trupów II (Return of the Living Dead Part II) jako Tom Essex
- 1988: Gabinet figur woskowych (Waxwork) jako Tony
- 1989: Szalona małolata (She’s Out of Control) jako Joey
- 1989: Dziewczyna z piekła (Girlfriend from Hell) jako Chaser
- 1990: Zmierzch: Wampiry w odwrocie (Sundown: The Vampire in Retreat) jako Jack
- 1990: Tata duch (Ghost Dad) jako Tony Ricker
- 1991: The Willies jako Tough Dude
- 1992: Bonnie i Clyde: Historia prawdziwa (Bonnie & Clyde: The True Story, TV) jako Clyde Barrow
- 1992: Twin Peaks: Ogniu krocz ze mną (Twin Peaks: Fire Walk with Me) jako Bobby Briggs
- 1993: Zaskakująca podróż (Desperate Journey: The Allison Wilcox Story, TV) jako Marc
- 1994: Cityscrapes: Los Angeles jako Hipster
- 1994: Golden Gate (TV) jako Rudi Venera
- 1994: Siła Coriolisa (The Coriolis Effect) jako Ray
- 1995: Projekt Kronos (W.E.I.R.D. World, TV) jako Dylan Bledsoe
- 1995: Comfortably Numb jako William Best
- 1998: Interstate 5 jako Seth
- 1999: Mgnienie oka (Blink of an Eye) jako Mikey
- 2001: Puzzled jako Ryan
- 2001: Więzy krwi (Angels Don't Sleep Here) jako Michael / Jessie Daniels
- 2001: Boa (New Alcatraz) jako Kelly Mitich
- 2002: Ostatni plac na ziemi (The Last Place on Earth) jako Rob Baskin
- 2002: Pyton 2 (Python II, TV) jako Dwight Stoddard
- 2012: Agresja (The Aggression Scale) jako Lloyd
- 2014: Poskromić playboya (The Opposite Sex) jako Gary
- 2016: Szaleństwo Hitlera (Hitler’s Folly) jako Josh

### Seriale TV
- 1986: Cagney i Lacey (Cagney & Lacey) jako Kevin Slade
- 1987: Knots Landing jako nastolatek
- 1987: Po szkole (ABC Afterschool Specials) jako Brian
- 1988: 21 Jump Street jako Mark Stevens
- 1990–1991: Miasteczko Twin Peaks (Twin Peaks) jako Bobby Briggs
- 1991: The Hidden Room jako Matt
- 1992: Jack's Place Club (Jack's Place) jako Joe Riley
- 1996: Po tamtej stronie (The Outer Limits) jako Cain
- 1997: Centrum kryzysowe (Crisis Center) jako oficer Gary McDermott
- 1998: Witamy w Paradox (Welcome to Paradox) jako szeryf Stu Clemens
- 2000: Kameleon (The Pretender) jako Cam Larsen
- 2001: Jack i Jill (Jack & Jill) jako Frank, samotny chłopak na weselu
- 2001: Czarodziejki (Charmed) jako T.J.
- 2002–2003: Jezioro marzeń (Dawson’s Creek) jako Rich Rinaldi
- 2004: Babski oddział (The Division) jako Carl
- 2006: Deadwood jako Hearst Goon
- 2007: Prawo i bezprawie (Law & Order: Special Victims Unit) jako Paddy Kendall
- 2007: Punkt krytyczny (The Kill Point) jako Tony
- 2009: Miasto gniewu (Crash) jako Jimmy
- 2010: Świry (Psych) jako Bob Barker
- 2011: Białe kołnierzyki (White Collar) jako Thomas Carlisle
- 2013: Zaprzysiężeni (Blue Bloods) jako Tommy Banks
- 2013: Hostages: Zakładnicy (Hostages) jako Victor
- 2014: Świry (Psych) jako Jackson Hale
- 2017: Rosewood jako Jeff Groves
- 2017: Chicago PD jako Mark Scalise
- 2017: Twin Peaks jako zastępca Bobby Briggs
- 2018: Rezydenci (The Resident) jako Kevin Fell